# Club Atlètic Espluguí
El Club Atlètic Espluguí és un club esportiu de la ciutat de L'Espluga de Francolí.
El club té seccions d'atletisme i excursionisme. L'atletisme fou el primer esport que practicà el club. Està afiliat a la Federació Catalana d'Atletisme, participant en les competicions oficials de la Federació. El club també és l'encarregat d'organitzar la Cursa Popular de l'Espluga. L'any 2009 aquesta cursa arribà a l'edició número 32.

## Secció d'excursionisme
A finals dels anys 70 es va crear a l'Espluga de Francolí el Club Excursionista Francolí, que desaparegué a finals dels anys 90. L'excursionisme, des d'aleshores s'organitzà dins del Club Atlètic Espluguí.
El 27 de juliol de 2005, es creà la Secció Excursionista del Club Atlètic Espluguí, com a secció independent però vinculada al club.